# Rhacophorus notater
Rhacophorus notater és una espècie de granota que viu al Vietnam.